# Serratoppia guanicola
Serratoppia guanicola är en kvalsterart som beskrevs av Subías och Antonio Arillo 1996. Serratoppia guanicola ingår i släktet Serratoppia och familjen Oppiidae. Inga underarter finns listade i Catalogue of Life.